# توماس اف دافی
توماس فرنسیس دافی (انگلیسی: Thomas Francis Duffy؛ زادهٔ ۹ نوامبر ۱۹۵۵) هنرپیشه، نویسنده، نوازنده و ورزشکار اهل ایالات متحده آمریکا است.
وی فارغ‌التحصیل دانشگاه اوهایو می‌باشد.
از فیلم‌هایی که وی در آن نقش داشته‌است، می‌توان به جهان گمشده: پارک ژوراسیک، گرگ، تیم اول دانشکده بلوز و برای زندگی و مرگ اشاره کرد.